# Kentarō Miura
Kentarō Miura (三浦 建太郎?, Miura Kentarō; Chiba, 11 luglio 1966 – 6 maggio 2021) è stato un fumettista giapponese.
Tra i mangaka più influenti e noti a livello internazionale, è ricordato soprattutto per il celebre manga seinen Berserk, tra quelli di maggior successo al mondo con oltre 50 milioni di copie vendute al 2021. Nel 2002 ricevette il prestigioso Premio culturale Osamu Tezuka.

## Biografia
Nel 1976, all'età di dieci anni, realizzò il suo primo manga, intitolato Miuranger, che fu stampato per i suoi compagni di classe con la scuola; il manga finì con 40 tankōbon. Nel 1977, creò il suo secondo manga di nome Ken e no michi (剣への道? lett. "La via della spada"), usando per la prima volta inchiostro di china. Quando nel 1979 entrò alle scuole medie, il suo disegno maturò molto non appena iniziò ad usare tecniche professionali. Il suo primo dōjinshi fu pubblicato, con l'aiuto di amici, su una rivista nel 1982.
In quello stesso anno, si creò un curriculum artistico alle scuole superiori, dove lui e i suoi compagni di classe iniziarono a pubblicare i propri lavori sui libretti della scuola, in modo da veder il suo primo dōjinshi su una rivista pubblicata da fan. Nel 1985, si cimentò in un esame d'ammissione di un collegio artistico nella Nihon University. Per l'esame sottopose Futatabi e venne subito ammesso. Questo progetto, più tardi, venne nominato miglior nuovo autore nella rivista Shōnen. Proprio negli stessi anni fu pubblicato su Shonen Noa. In seguito ad una discussione con uno degli editori, la continuazione del manga venne interrotta.
Nel 1988 ritornò con un manga di 48 pagine di nome Berserk - The Prototype, un'introduzione al mondo fantasy di quello che diverrà in seguito la sua opera più famosa, ovvero Berserk. Grazie a questo manga riuscì a vincere il premio della Comi Manga School e nel 1989, dopo essersi laureato,  iniziò un progetto intitolato Il Re Lupo (王狼?, Ōrō), basato su un libro di Yoshiyuki Okamurain arte Buronson,  sceneggiatore di Ken il guerriero. Venne pubblicato sulla rivista mensile Japanese Animal House nella quinta e settima edizione di quell'anno.
Nel 1990 venne realizzato un seguito di Ōrō intitolato Ōrō den (王狼伝?, Ōrō den, La leggenda del Re Lupo), che fu pubblicato come prologo dell'originale sulla rivista Young Animal. Nello stesso anno, la decima edizione di Animal House riporta il primo volume unico del progetto Berserk; venne distribuito con un successo relativamente limitato. Miura collaborò con Yoshiyuki Okamura per il manga intitolato Japan, che fu pubblicato su Young Animal House dalla prima edizione all'ottava del 1992, e venne distribuita più avanti come tankōbon unico. La sua fama crebbe con Berserk, che fu serializzato su Young Animal nel 1992 con la pubblicazione de "L'età dell'oro", e l'enorme successo del suo pezzo forte fece di lui uno dei più importanti mangaka contemporanei.
Nel 1997 supervisionò la produzione dei 25 episodi dell'anime Berserk, che andò in onda nello stesso anno su TV NIHON. Anche svariati artbook e materiali supplementari di Miura basati su Berserk furono messi a disposizione. Nel 1999 e nel 2004 collaborò ai videogiochi Sword of the Berserk della Dreamcast  e Berserk Millennium Falcon Arc: Chapter of the Record of the Holy Demon War, esclusiva giapponese per PlayStation 2. La serie ha dato inoltre origine a un'intera serie di prodotti, sia ufficiali che amatoriali, tra cui statue, action figure, portachiavi, un gioco di carte collezionabili e tanto altro. L'opera influenzerà profondamente molteplici altri media nel corso dei suoi oltre 30 anni di serializzazione, dai celebri videogiochi Castlevania, Devil May Cry, Dark Souls, Bloodborne e Elden Ring, sino ad altri anime/manga come Demon Slayer, Vinland Saga, Seraph of the End, L'attacco dei giganti e Vagabond, tra i tantissimi. Nel 2002, Kentarō Miura arrivò al secondo posto del Premio culturale Osamu Tezuka of Excellence con Berserk.
Il 22 novembre 2013 appare sul numero 23 della rivista  Young Animal il suo nuovo manga dal titolo Gigantomachia, composto da 6 episodi di 44 pagine l'uno, in seguito pubblicato come volume unico. Si tratta del primo lavoro originale dopo quasi 20 anni.
Nell'agosto 2019, diede inizio alla serializzazione di un nuovo manga sulla rivista Young Animal Zero, dal titolo Duranki. Il manga, ispirato al mondo mitologico dell'antica Mesopotamia, per stessa ammissione di Miura, era un esperimento che doveva permettergli di imparare a collaborare maggiormente con i suoi assistenti, al fine di velocizzare i ritmi di realizzazione e interrompere definitivamente la discontinuità che ha caratterizzato la fase della carriera da mangaka che stava attraversando.

## Morte
Il 20 maggio 2021 Hakusensha ne comunica la morte a  causa di una dissecazione aortica acuta all'età di 54 anni. Il decesso è avvenuto il 6 maggio 2021 e il funerale si è svolto in forma privata.
Nel 2022 Berserk riprende grazie a Kōji Mori, migliore amico del defunto mangaka, che già in precedenza aveva contribuito alla caratterizzazione di alcuni personaggi.

## Influenze
Miura ha dichiarato che i lavori che hanno avuto il più grande impatto su se stesso sono Buronson e il manga di Tetsuo Hara Ken il guerriero (1983). Ha inoltre citato influenze anche dal manga di Gō Nagai Devilman (1973), i romanzi giapponesi Guin Saga (1979), i film di Paul Verhoeven, la serie di film Hellraiser (1987), i manga shōjo, i film Disney, e le opere di Hieronymus Bosch, M.C. Escher, Gustave Doré e Pieter Bruegel.

## Opere
- Miuranger (1976)
- Ken e no michi (1977)
- Futatabi (1985)
- Noa (1985)
- Berserk - The Prototype (1988)
- Il Re Lupo (1989)
- Berserk (1989-in corso)
- La leggenda del Re Lupo (1990)
- Japan (1992)
- Gigantomachia (2013-2014)
- Duranki (2019-2021)